# Robbie Mustoe
Robin Mustoe, detto Robbie (Witney, 28 agosto 1968), è un ex calciatore britannico, di ruolo centrocampista.

## Palmarès

### Club

#### Competizioni nazionali
- Campionato inglese di seconda divisione: 1

Middlesbrough: 1994-1995